# Huub Duyn

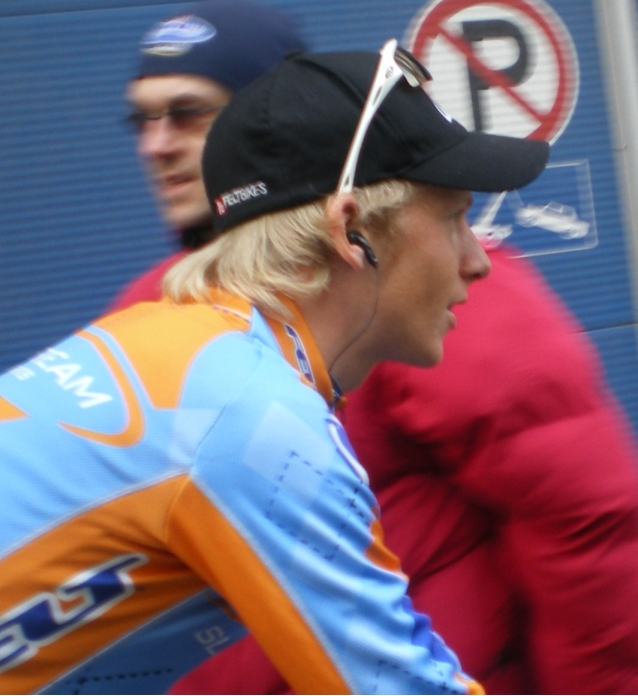
Huub Duyn lors du Circuit Het Volk 2008.

Huub Duyn, né le 1er septembre 1984 à Onderdijk, est un coureur cycliste néerlandais, professionnel entre 2006 et 2019.

## Biographie
Il remporte Paris-Tours espoirs en 2006 au sein de l'équipe Rabobank Continental. Il est ensuite membre de l'équipe américaine Slipstream Chipotle devenue Garmin-Slipstream entre 2007 et 2009.
En 2010, il court pour l'équipe NetApp puis rejoint l'équipe continentale Donckers Koffie-Jelly Belly en 2011.
Au mois de septembre 2016 il prolonge son contrat avec la formation néerlandaise Roompot-Oranje Peloton.
Au mois d'août 2017 il termine cinquième de la Course des raisins.
En août 2018, il termine huitième du Grand Prix de la ville de Zottegem. Fin 2019, il arrête sa carrière.

## Palmarès et résultats

### Palmarès par année
- 2002
  - 3e du Trophée des Flandres
- 2003
  - Trofee van Haspengouw
- 2004
  - 2e de Hasselt-Spa-Hasselt
  - 3e de la Cinturó de l'Empordà
- 2006
  - 1re étape du Triptyque des Monts et Châteaux
  - 4e étape du Tour du Brabant flamand
  - 1re étape du Triptyque des Barrages
  - Paris-Tours espoirs
  - 2e du Mémorial Philippe Van Coningsloo
  - 3e du Grand Prix de Waregem
  - 3e du Triptyque des Monts et Châteaux
  - 3e du Triptyque des Barrages
- 2009
  - 1re étape du Tour du Qatar (contre-la-montre par équipes)
  - Grote Prijs Dr. Eugeen Roggeman
- 2010
  - 2e du Textielprijs Vichte
- 2011
  - 2e du Circuit Het Nieuwsblad espoirs
  - 2e d'À travers le Hageland
  - 3e du Trofee Maarten Wynants
- 2012
  - 2e du Tour d'Overijssel
  - 2e du Tour du Limbourg
- 2013
  - Prologue du Tour du Portugal (contre-la-montre par équipes)
  - 3e du Tour du Limbourg
- 2015
  - 2e de la Ruddervoorde Koerse
  - 2e du Textielprijs Vichte
  - 3e du Tour de Luxembourg
- 2016
  - 2e de la Course des raisins
  - 2e du Mémorial Fred De Bruyne
- 2017
  - Rad am Ring
  - 2e du Circuit Mandel-Lys-Escaut
- 2018
  - 2e de la Primus Classic

### Classements mondiaux
| Année            | 2006 | 2007 | 2008 | 2009 | 2010 | 2011 | 2012 | 2013 | 2014 |
| ---------------- | ---- | ---- | ---- | ---- | ---- | ---- | ---- | ---- | ---- |
| UCI Asia Tour    |      |      | 312e |      |      |      |      |      |      |
| UCI Europe Tour  | 84e  | 589e |      |      | 443e | 199e | 239e | 383e | 207e |
| UCI Oceania Tour | 96e  |      |      |      |      |      |      |      |      |